# Seznam lékařských zkratek
Zkratky a zkratková slova se v medicíně používají velmi často. Zvyšují efektivitu, pokud jsou používány inteligentně. Výhody stručnosti by měly být porovnány s možnostmi zamlžování (ztěžující komunikaci pro ostatní) a nejednoznačnosti (zkratka má více než jeden možný výklad). Určité lékařské zkratky se v souladu s osvědčenými postupy (a v některých případech regulačními požadavky) vypouštějí, aby se předešlo chybám. Tento seznam používá pro hesla (zkratky) a jejich rozšíření přednostně velká písmena.

## A
- ABG – arterial blood gas – arteriální krevní plyn
- ACE – angiotensin-konvertující enzym
- ACTH – adrenocorticotropic hormone – adrenokortikotropní hormon
- ad us. vet. – ad usum veterinarium – pro veterinární potřebu
- AFVSS – Afebrile, vital signs stable – Afebrilní, vitální funkce stabilní
- ADH – antidiuretický hormon
- AED – automatický externí defibrilátor
- AG – angiografie
- AIDS – acquired immunodeficiency syndrome – syndrom získané imunitní nedostatečnosti
- ALP – alkaline phosphatase – alkalická fosfatáza
- ALT – alaninaminotransferáza
- API – Active Pharmaceutical Ingredient – aktivní farmaceutická substance
- ASA – acetylsalicylic acid – kyselina acetylsalicylová
- AST – aspartátaminotransferáza
- ATC – Anatomicko-terapeuticko-chemická (skupina, klasifikace léčiv)
- ATP – adenosintrifosfát

## B
- BCG – bacille Calmette-Guérin – bacil Calmette-Guérin (tuberkulóza)
- bd, bid – bis die – 2krát denně
- BHP – benigní hyperplazie prostaty
- Bi – bilirubin
- BIBA – brought in by ambulance – přivezené sanitkou
- BIBP, BIBPD – brought in by police – přiveden(a) policií
- bis i. sept. – bis in septimana – dvakrát týdně
- BLS – basic life support – základní podpora života
- BMI – body mass index – index tělesné hmotnosti
- BMR – basal metabolic rate – bazální metabolická rychlost
- BP – blood pressure – krevní tlak
- BPAD – bipolar affective disorder – bipolární afektivní porucha
- BPD – borderline personality disorder – hraniční porucha osobnosti
- BSA – body surface area – oblast povrchu těla
- BR – bedside rounds – kola u postele
- BUN – blood urea nitrogen – močovinový dusík v krvi

## C
- C – stupeň Celsia, nemocniční komplement
- Ca – calcium – vápník
- CAMP, cAMP – cyclic adenosine monophosphate – cyklický adenosinmonofosfát
- CBC – complete blood count – kompletní krevní obraz
- CDC – Centers for Disease Control and Prevention – Centrum pro kontrolu a prevenci nemocí
- cGy – centigray – centigray
- Ci – curie – curie
- CK – kreatinkináza
- CK-MB – kreatinkináza, myokardiální izoenzym
- CKD – chronická ledvinová nedostatečnost
- Cl – chloride; chlorine – chlorid, chlor
- CNS – central nervous system – centrální nervový systém
- CO2 – carbon dioxide – oxid uhličitý
- COPD, CHOPN – chronic obstructive pulmonary disease – chronická obstrukční plicní nemoc
- CPR – cardiopulmonary resuscitation – kardiopulmonální resuscitace
- CRP – C-reaktivní protein
- CSF – cerebrospinal fluid – mozkomíšní mok
- CT – computed tomography – počítačová tomografie
- Cu – cubic – krychlový

## D
- D & C – dilation and curettage – dilatace a kyretáž
- DBT – dialekticko-behaviorální terapie
- DCD -  donor after circulatory death = Dárce orgánů (po zástavě oběhu)
- DLCO – plicní difuze (funkční vyšetření)
- DNA – deoxyribonucleic acid – deoxyribonukleová kyselina
- DTP – diphtheria-tetanus-pertussis(toxoids/vaccine) – záškrt-tetanus-pertussis (toxoidy/vakcína)
- D/W – dextrose in water – dextróza ve vodě

## E
- ECF – extracellular fluid – extracelulární tekutina
- ECG – electrocardiogram – elektrokardiogram
- EEG – electroencephalogram – elektroencefalogram
- EGD – esophagogastroduodenoscopy – esofagogastroduodenoskopie
- EKG – elektrokardiogram
- ENT – ear nose and throat – ucho, nos a krk
- ERCP – endoscopic retrograde cholangiopancreatography – endoskopická retrográdní cholangiopankreatikografie
- ESR – erythrocyte sedimentation rate – rychlost sedimentace erytrocytů

## F
- FDA – U.S. Food and Drug Administration – Úřad pro kontrolu potravin a léčiv (USA)
- FUO – fever of unknown origin – horečka neznámého původu
- FW – sedimentace erytrocytů

## G
- GEU – mimoděložní těhotenství[1]
- GFR – glomerular filtration rate – rychlost glomerulární filtrace
- GI – gastrointestinal – gastrointestinální
- GVHD – Graft-versus-host disease – Onemocnění štěpu proti hostiteli
- G6PD – glucose-6-phosphate dehydrogenase – glukóza-6-fosfát dehydrogenáza
- GU – genitourinary – genitourinární
- Gy – gray – šedý, šedá

## H
- Hb – hemoglobin – hemoglobin
- HCl – hydrochloric acid; hydrochloride – kyselina chlorovodíková; hydrochlorid
- HCO3 – bicarbonate – bikarbonát
- Hct – hematocrit – hematokrit
- Hg – mercury – rtuť
- HIPAA – Health Insurance Portability and Accountability Act – Zákon o přenositelnosti a odpovědnosti zdravotního pojištění
- HIV – human immunodeficiency virus – virus lidské imunodeficience
- HLA – human leukocyte antigen – lidský leukocytární antigen
- HMG-CoA – hydroxymethyl glutaryl coenzyme A – hydroxymethyl glutaryl koenzym A
- hs – at bedtime  – před spaním

## I
- ICF – intracellular fluid – intracelulární tekutina
- ICU, JIP – intensive care unit – jednotka intenzivní péče
- IgA – etc. immunoglobin A – atd. imunoglobin A
- IL – interleukin – interleukin
- IM – intramuscular(ly) – intramuskulární
- INR – international normalized ratio – mezinárodní normalizovaný poměr
- IPPB – intermittent positive pressure breathing – přerušované dýchání s pozitivním tlakem
- IV – intravenous(ly) – intravenózně
- IVU – intravenous urography – intravenózní urografie

## J
- JEVT, SPECT – single-photon emission computed tomography – jednofotonová emisní výpočetní tomografie
- JIP, ICU – intensive care unit – jednotka intenzivní péče

## K
- K – Kalium – draslík
- kcal – kilokalorie

## L
- LDH – lactic dehydrogenase – mléčná dehydrogenáza
- LDLc – low-density lipoprotein cholesterol – lipoproteinový cholesterol s nízkou hustotou

## M
- M – molar – molární
- mane – in the morning – ráno
- MCH – mean corpuscular hemoglobin – střední korpuskulární hemoglobin
- MCHC – mean corpuscular hemoglobin concentration – koncentrace středního korpuskulárního hemoglobinu
- mCi – millicurie – milicurie
- MCV – mean corpuscular volume – střední korpuskulární objem
- mEq – Milliequivalent – miliekvivalentní
- midi – midday – polední
- Mg – magnesium – hořčík
- MI – myocardial infarction – infarkt myokardu
- MIC – minimum inhibitory concentration – minimální inhibiční koncentrace
- MM – močový měchýř
- mmol – millimole(s) – milimol(y)
- mo – month – měsíc
- mOsm – milliosmole(s) – miliosmol(y)
- MRI – magnetic resonance imaging – magnetická rezonance

## N
- N – nitrogen; normal – dusík, normální
- Na – sodium – sodík
- NaCl – sodium chloride – chlorid sodný
- NAEON – no adverse events overnight[6] – žádné nežádoucí účinky přes noc
- nocte – at night – v noci
- Npo – nic ústy
- NSAID – nonsteroidal anti-inflammatory drug – nesteroidní protizánětlivý lék

## O
- O2 – oxygen – kyslík
- OTC – over-the-counter  – volně prodejný
- oz – unce

## P
- P – phosphorus; pressure – fosfor; tlak
- PAco2 – alveolar carbon dioxide partial pressure – alveolární částečný tlak oxidu uhličitého
- PAo2 – alveolar oxygen partial pressure – alveolární parciální tlak kyslíku
- PAS – periodic acid-Schiff – periodická kyselina-Schiff
- Pco2 – carbon dioxide partial pressure – parciální tlak oxidu uhličitého
- PCR – polymerase chain reaction – polymerázová řetězová reakce
- PET – positron emission tomography – pozitronová emisní tomografie
- pH – hydrogen ion concentration – koncentrace vodíkových iontů
- PMN – polymorphonuclear leukocyte – polymorfonukleární leukocyty
- po – orally – orálně
- Po2 – oxygen partial pressure  – parciální tlak kyslíku
- PPD – purified protein derivative  – purifikovaný proteinový derivát
- ppm – parts per million – díly na milión
- prn – as needed – podle potřeby
- PSA – prostatický specifický antigen
- PT – prothrombin time – protrombinový čas
- PTT – partial thromboplastin time – částečný tromboplastinový čas

## Q
- q – every – každý
- qid – 4 times a day – 4krát denně

## R
- RA – rheumatoid arthritis – revmatoidní artritida
- RBC – red blood cell – červená krvinka
- RNA – ribonucleic acid – ribonukleová kyselina
- RP – retroperitoneum

## S
- Sao2 – arterial oxygen saturation – saturace tepen kyslíkem
- SBE – subacute bacterial endocarditis – subakutní bakteriální endokarditida
- sc – subcutaneous(ly) – podkožní
- SI – International System of Units – Mezinárodní systém jednotek
- SIDS – sudden infant death syndrome – syndrom náhlého úmrtí dětí
- SIRS – systemic inflammatory response syndrome – syndrom systémové zánětové odpovědi
- SLE – systemic lupus erythematosus – systémový lupus erythematodes
- soln – solution – řešení
- sp, spp – species – druh(y)
- sp gr – specific gravity – specifická gravitace
- SSRI – selective serotonin reuptake inhibitor – selektivní inhibitor zpětného vychytávání serotoninu
- STS – serologic test(s) for syphilis – sérologické testy na syfilis

## T
- T&A – tonsillectomy and adenoidectomy – tonzilektomie a adenoidektomie
- TB – tuberculosis – tuberkulóza
- tds – 3 times a day – 3krát denně
- TIBC – total iron-binding capacity – celková kapacita vázání železa
- tid – 3 times a day – 3krát denně
- TPN – total parenteral nutrition – celková parenterální výživa

## U
- URI – upper respiratory infection – infekce horních cest dýchacích
- UTI – urinary tract infection – infekce močových cest

## V
- vacc. – vaccinum – vakcína[2]
- vehic. – vehiculum – nositel (nosič, prostředník)
- ven. – venalis – prodejný (obyčejný)
- v. h. p. – via humida paratus – připraveno mokrou cestou
- vitr. gutt. – vitrum guttatorium – lahvička kapací (láhev s kapátkem)
- vulg. – vulgaris – obecný (obyčejný)

## W
- WBC – white blood cell – bílá krvinka
- WHO – World Health Organization – Světová zdravotnická organizace
- wt – weight – hmotnost

## Z
- ZS – Zellweger syndrome – Zellwegerův syndrom

## Ost.
- μ – micro-; micron – mikro-; mikro-
- μCi – microcurie – mikrokurie
- μg – microgram(s) – mikrogram(y)
- μl – microliter(s) – mikrolitr(y)
- μm – micrometer(s) – mikrometr(y)
- μmol – micromole(s) – mikromol(y)
- μOsm – micro-osmole(s) – mikroosmol(y)
- mμ – millimicron(s) – milimikron(y)